# 北海市
北海市（ほっかいし）は中華人民共和国広西チワン族自治区の地級市。清代に発生した新興港湾都市。市名は北部湾の北にあることに由来する。

## 地理
広西チワン族自治区南端、トンキン湾（中国では北部湾という）に面する。
| 北海 (1991–2020, 極端 1971–2010)の気候    | 北海 (1991–2020, 極端 1971–2010)の気候 | 北海 (1991–2020, 極端 1971–2010)の気候 | 北海 (1991–2020, 極端 1971–2010)の気候 | 北海 (1991–2020, 極端 1971–2010)の気候 | 北海 (1991–2020, 極端 1971–2010)の気候 | 北海 (1991–2020, 極端 1971–2010)の気候 | 北海 (1991–2020, 極端 1971–2010)の気候 | 北海 (1991–2020, 極端 1971–2010)の気候 | 北海 (1991–2020, 極端 1971–2010)の気候 | 北海 (1991–2020, 極端 1971–2010)の気候 | 北海 (1991–2020, 極端 1971–2010)の気候 | 北海 (1991–2020, 極端 1971–2010)の気候 | 北海 (1991–2020, 極端 1971–2010)の気候 |
| 月                                        | 1月                                    | 2月                                    | 3月                                    | 4月                                    | 5月                                    | 6月                                    | 7月                                    | 8月                                    | 9月                                    | 10月                                   | 11月                                   | 12月                                   | 年                                     |
| ----------------------------------------- | -------------------------------------- | -------------------------------------- | -------------------------------------- | -------------------------------------- | -------------------------------------- | -------------------------------------- | -------------------------------------- | -------------------------------------- | -------------------------------------- | -------------------------------------- | -------------------------------------- | -------------------------------------- | -------------------------------------- |
| 最高気温記録 °C （°F）                    | 27.9 (82.2)                            | 29.9 (85.8)                            | 31.5 (88.7)                            | 33.4 (92.1)                            | 35.8 (96.4)                            | 36.2 (97.2)                            | 36.2 (97.2)                            | 37.1 (98.8)                            | 36.4 (97.5)                            | 34.7 (94.5)                            | 32.0 (89.6)                            | 28.8 (83.8)                            | 37.1 (98.8)                            |
| 平均最高気温 °C （°F）                    | 18.7 (65.7)                            | 20.3 (68.5)                            | 23.1 (73.6)                            | 27.3 (81.1)                            | 30.6 (87.1)                            | 31.8 (89.2)                            | 31.9 (89.4)                            | 31.8 (89.2)                            | 31.3 (88.3)                            | 29.3 (84.7)                            | 25.6 (78.1)                            | 21.0 (69.8)                            | 26.89 (80.39)                          |
| 日平均気温 °C （°F）                      | 14.7 (58.5)                            | 16.4 (61.5)                            | 19.4 (66.9)                            | 23.7 (74.7)                            | 27.2 (81)                              | 28.9 (84)                              | 29.1 (84.4)                            | 28.6 (83.5)                            | 27.6 (81.7)                            | 25 (77)                                | 21.1 (70)                              | 16.6 (61.9)                            | 23.19 (73.76)                          |
| 平均最低気温 °C （°F）                    | 12 (54)                                | 13.9 (57)                              | 16.9 (62.4)                            | 21.3 (70.3)                            | 24.6 (76.3)                            | 26.6 (79.9)                            | 26.6 (79.9)                            | 26.0 (78.8)                            | 24.8 (76.6)                            | 22.0 (71.6)                            | 18.0 (64.4)                            | 13.7 (56.7)                            | 20.53 (68.99)                          |
| 最低気温記録 °C （°F）                    | 2.0 (35.6)                             | 2.5 (36.5)                             | 3.5 (38.3)                             | 9.6 (49.3)                             | 15.0 (59)                              | 19.2 (66.6)                            | 20.2 (68.4)                            | 18.7 (65.7)                            | 16.1 (61)                              | 12.0 (53.6)                            | 6.4 (43.5)                             | 2.0 (35.6)                             | 2 (35.6)                               |
| 降水量 mm （inch）                        | 38.2 (1.504)                           | 30.5 (1.201)                           | 50.5 (1.988)                           | 71.6 (2.819)                           | 127.3 (5.012)                          | 299.4 (11.787)                         | 384.5 (15.138)                         | 440.4 (17.339)                         | 217.4 (8.559)                          | 83.3 (3.28)                            | 48.8 (1.921)                           | 29.9 (1.177)                           | 1,821.8 (71.725)                       |
| 平均降雨日数 （≥0.1 mm）                  | 7.8                                    | 8.5                                    | 12.2                                   | 10.0                                   | 10.4                                   | 13.7                                   | 16.0                                   | 17.1                                   | 12.4                                   | 6.4                                    | 5.4                                    | 6.2                                    | 126.1                                  |
| % 湿度                                    | 78                                     | 82                                     | 84                                     | 83                                     | 81                                     | 82                                     | 82                                     | 84                                     | 80                                     | 75                                     | 74                                     | 72                                     | 79.8                                   |
| 出典：China Meteorological Administration |                                        |                                        |                                        |                                        |                                        |                                        |                                        |                                        |                                        |                                        |                                        |                                        |                                        |

## 歴史
清の康熙初年に初めて北海の名が見え、嘉慶年間に市街が形成され始めた。1876年のイギリスとの芝罘条約（煙台条約）により開港場となった。今も当時の領事館や商社、教会などの西洋建築が残り
1949年12月4日人民解放軍が入城したが、当時は合浦県所属の鎮にすぎなかった。1951年1月広東省の省市轄となったが、同年5月広西省の指導に委託され、1952年3月正式に広西省に帰属した。1955年5月には再び広東省に改められ、1956年には県級市に降格された。1958年にはさらに合浦県北海人民公社となったが、1959年鎮となり、1964年には県級市を回復、1965年6月再び広西に帰属した。
1982年観光対外開放都市となり、1983年10月地級市の地位を回復した。1984年4月にはさらに対外開放された沿海都市となり、1987年には合浦県を併合している。

## 行政区画
3市轄区・1県を管轄下に置く。
- 市轄区：
  - 海城区・銀海区・鉄山港区
- 県：
  - 合浦県

| 北海市の地図                    |
| ------------------------------- |
| 海 城 区 銀海区 鉄山港区 合浦県 |

### 年表
この節の出典

#### 広東省北海市(第1次)
- 1950年1月12日 - 広東省南路専区合浦県の一部が分立し、北海市が発足。(1市)
- 1951年5月14日 - 北海市が広西省欽廉専区に編入。

#### 広東省欽廉専区(1950年-1951年)
- 1950年1月12日 - 南路専区合浦県・霊山県・防城県・欽県を編入。欽廉専区が成立。(4県)
- 1951年5月14日 - 広東省の分割により、広西省欽廉専区となる。

#### 広西省欽廉専区
- 1951年5月14日 - 広東省の分割により、広東省欽廉専区が広西省欽廉専区となる。(1市4県)
  - 広東省北海市を編入。北海市が県級市に降格。
- 1951年6月 - 南寧専区邕寧県の一部が欽県に編入。(1市4県)
- 1951年9月21日 - 霊山県の一部が南寧専区邕寧県に編入。(1市4県)
- 1951年10月 - 欽廉専区が欽州専区に改称。

#### 広東省北海市(第2次)
- 1955年5月31日 - 広西省欽州専区北海市が地級市の広東省北海市に昇格。(1市)
- 1956年1月4日 - 北海市が合浦専区に編入。

#### 広東省欽廉専区(1955年-1956年)
- 1955年5月31日 - 広西省欽州専区欽県・合浦県・霊山県・防城県を編入。広東省欽廉専区が成立。(4県)
- 1955年7月9日 - 広西省容県専区浦北県を編入。(5県)
- 1955年7月 - 欽県の一部が広西省桂西チワン族自治区邕寧県に編入。(5県)
- 1956年1月4日 - 合浦県・浦北県・欽県・防城県・霊山県が合浦専区に編入。

#### 合浦専区
- 1956年1月4日 - 北海市、欽廉専区合浦県・浦北県・欽県・防城県・霊山県を編入。合浦専区が成立。北海市が県級市に降格。(1市5県)
- 1957年3月26日 (1市5県2自治県)
  - 防城県の一部が分立し、十万山トン族ヤオ族自治県が発足。
  - 欽県・防城県の各一部が合併し、欽北チワン族自治県が発足。
- 1958年2月22日 - 十万山トン族ヤオ族自治県が東興各族自治県に改称。(1市5県2自治県)
- 1959年3月22日 (3県1自治県)
  - 北海市・浦北県が合浦県に編入。
  - 欽北チワン族自治県が欽県に編入。
  - 防城県が東興各族自治県に編入。
- 1959年3月31日 - 合浦県・欽県・霊山県・東興各族自治県が湛江専区に編入。

#### 広西チワン族自治区北海市
- 1983年10月8日 - 広西チワン族自治区欽州地区北海市が地級市の北海市に昇格。(1市)
- 1984年9月11日 - 海城区・郊区を設置。(2区)
- 1987年5月21日 - 欽州地区合浦県を編入。(2区1県)
- 1990年7月21日 - 郊区の一部が海城区に編入。(2区1県)
- 1994年12月17日 (3区1県)
  - 合浦県・郊区・海城区の各一部が合併し、銀海区が発足。
  - 合浦県の一部が分立し、鉄山港区が発足。
  - 郊区の残部が海城区に編入。

## 経済
近年、外資導入を図って、工業立市を目指し、2003年の生産総額は前年比12％増の150億人民元を記録した。

### 開発区
- 北海輸出加工区（国家級）
  - 入居企業：16社

外資：12社 - 日本、米国、イギリス、シンガポール、香港、台湾企業など
- 北海工業園区（省級）
  - 入居企業数：100社以上

外資： タイ、韓国、台湾、米国企業など

## 交通
- 北海福成空港 全天候型の的中型飛行場で、北京、広州、上海、深圳、重慶、成都、貴陽、昆明、長沙、武漢、海口、桂林、香港などと結ぶ18路線を運行する。
- 北海鉄道駅 省都南寧と連絡する。
- 北海港　1万トン級の船舶が停泊できる国際貿易港。海南島の海口にもフェリー便がある。

## 観光
- 北海銀灘
- 北海海底世界
- 文昌塔
- 北海老街

## 健康・医療・衛生
- 北海市人民医院
- 北海市結核病防治院

## 友好都市
- 米国　オクラホマ州　タルサ
- オーストラリア　ゴールドコースト
- 日本 熊本県八代市
- フィジー　スバ